# Jan Philipp Stange
Jan Philipp Stange (* 26. Juni 1987 in Hamburg) ist ein deutscher Autor und Theaterregisseur.

## Künstlerischer Werdegang
Er studierte Literatur, Regie und Theaterwissenschaft in Hamburg, Frankfurt und Tel Aviv. Während seines Studiums gründete er 2014 in Frankfurt das Theater studioNaxos, das er seit 2017 co-leitet. Zu der Zeit realisierte er Projekte im Mousonturm Frankfurt, im Ringlokschuppen Ruhr und im Theater Bremen. Nach dem Studium folgten Arbeiten am Thalia Theater Hamburg, am Theater Osnabrück und am Deutschen Theater Göttingen. Seitdem inszeniert Stange Performancetheater und klassische Stücke an Theatern und freien Produktionshäusern im deutschsprachigen Raum.
Seine Arbeiten wurden mehrfach ausgezeichnet und zu Theaterfestivals eingeladen, u. a. zur Ruhrtriennale, zum Impulse Festival, zum Radikal Jung Festival, zum Körber-Studio, zum Outnow! Festival, zum Lichter Festival International und zum Fast Forward Festival für europäische junge Regie.
Stange lebt in Frankfurt am Main und unterrichtet seit 2018 regelmäßig an der Goethe-Universität Frankfurt und der Hochschule für Musik und Darstellende Kunst. Er ist Ko-Leiter der 11. Ausgabe des Festivals "Politik im Freien Theater" 2022 in Frankfurt am Main.

## Inszenierungen
- 2011: Peter Pan von J.M. Barrie, Deutsches Schauspielhaus Hamburg (Backstage-Festival)
- 2013: What comes tomorrow, Uraufführung am Theater Bremen (Mahagonny-Festival)
- 2014: Kasimir und Karoline von Ödön von Horváth, Frankfurt Lab
- 2014: Titus Andronicus von William Shakespeare, Naxos-Theater Frankfurt
- 2015: Combina,[8][9] Uraufführung im Ringlokschuppen Ruhr (Ruhrtriennale) / Naxos-Theater Frankfurt / Schwankhalle Bremen
- 2015: Die Tagesschau (Titel jeweils wie der Tag der Aufführung)[10], Uraufführung im Naxos-Theater Frankfurt / Thalia Theater Hamburg / Münchner Volkstheater
- 2016: Abschlussinszenierung (Graduation Piece), Uraufführung am Naxos-Theater Frankfurt
- 2017: All The Way, Uraufführung im Mousonturm Frankfurt (Frankfurter Positionen)
- 2017: Ins Blaue (nach Maske in Blau von Fred Raymond), Uraufführung am Theater Osnabrück (Spieltriebe Festival für zeitgenössisches Theater)
- 2017: All in All,[11] Uraufführung im Mousonturm Frankfurt
- 2018: Das Wetter,[12] Uraufführung am Thalia Theater Hamburg
- 2018: Great Depressions,[13][14][15] Uraufführung im Naxos-Theater Frankfurt / FFT Düsseldorf / Hellerau Dresden / Schaubühne Lindenfels Leipzig
- 2019: Scheitern eines Clowns, Uraufführung im Frankfurt Lab
- 2019: Science and Fiction (Faust II),[16][17] Uraufführung am Deutschen Theater Göttingen
- 2019: Good Night, Uraufführung im Naxos-Theater Frankfurt
- 2020: Hard Feelings (Bericht für eine Akademie) im Naxos-Theater Frankfurt
- 2021: Die Odyssee im Schauspielhaus Wien
- 2021: Artist Talk im Naxos-Theater Frankfurt